# 로드니 브룩스

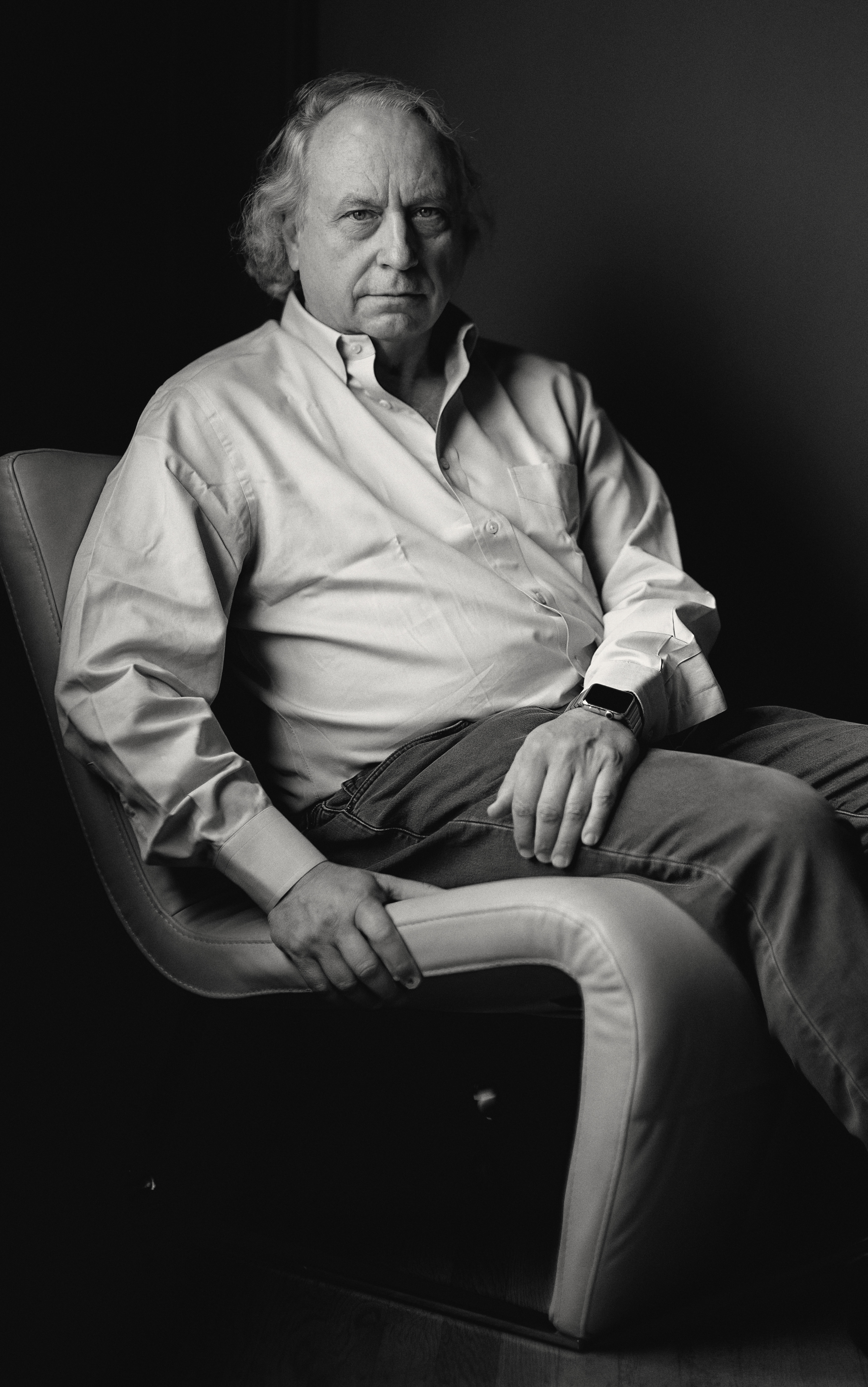

로드니 브룩스(Rodney Brooks, 본명: 로드니 앨런 브룩스, Rodney Allen Brooks, 1954년 12월 30일 ~)는 오스트레일리아의 로봇공학자이자 오스트레일리아 과학 아카데미 회원, 작가, 그리고 로봇 기업가로, 로봇 공학에 대한 행동주의적 접근 방식을 대중화한 것으로 잘 알려져 있다. 매사추세츠 공과대학교(MIT)에서 파나소닉 로봇공학 교수로 재직했으며, MIT 컴퓨터 과학 및 인공지능 연구소 소장을 역임했다. 그는 iRobot의 창립자이자 전 최고기술책임자(CTO)이며, 리싱크 로보틱스(Rethink Robotics, 구 하트랜드 로보틱스)의 공동 창립자, 회장 겸 최고기술책임자(CTO)이다. 또한 Robust.AI(2019년 설립)의 공동 창립자이자 최고기술책임자(CTO)를 맡고 있다.